# Teodors Zaļkalns
Teodors Zaļkalns, pseudonyme de Teodors Grīnbergs, né le 30 novembre 1876 dans le Gouvernement de Livonie et mort le 6 septembre 1972 à Riga (Lettonie), est un sculpteur letton,.
L'Académie des beaux-arts de Lettonie où il était jadis professeur a porté son nom de 1973 à 1988. Reconnu par le régime soviétique, il a été le récipiendaire des deux ordres de Lénine et deux ordres du Drapeau rouge du Travail, ainsi que le Héros du travail socialiste. Aujourd'hui, sa sculpture Sitting Grandma (1916-1923) est incluse dans le Canon culturel letton.

## Vie et œuvre
Teodors Grīnbergs est né dans la localité Zaļais Kalns dans l'actuel Siguldas novads en Lettonie. Il était scolarisé à l'école paroissiale d'Allaži. En 1893-1899, il étudie dans la classe de peinture décorative à Académie d'art et d'industrie Stieglitz à Saint-Pétersbourg en même temps que d'autres sculpteurs lettons comme Gustavs Šķilters et Burkards Dzenis. Diplômé il part en Europe se perfectionner auprès des maîtres reconnus. La rencontre avec Auguste Rodin détermine sa décision de se consacrer à la sculpture. Il étudie également l'art d’Égypte ancien. De retour à Saint-Pétersbourg, il travaille dans la joaillerie Fabergé. En été, il retournait en Lettonie et s'adonnait à la peinture, principalement au portrait. Lors de ses séjours estivaux il fait connaissance avec Janis Rozentāls et Jūlijs Madernieks. En 1903, il accepte le poste de professeur de dessin à Iekaterinbourg. En 1907, il entreprend un voyage en Italie, il reste longtemps à Florence pour étudier les techniques de moulages de bronze et travaille du marbre. De 1909 à 1920, il est enseignant à l'Académie Stieglitz.
En 1918-1919, il participe au projet léninien de propagande monumentale (en), en exécutant un mémorial de Nikolaï Tchernychevski sur la place du Sénat, et celui du révolutionnaire socialiste français Auguste Blanqui à la gare Baltiïski à Saint-Pétersbourg. Ces œuvres n'ont pas résisté au temps.
De retour en Lettonie en 1920, avec Kārlis Zāle il fonde l'association d'artistes Sadarbs afin de regrouper les artistes avec la formation académique et de faciliter l'organisation des expositions à l'étranger, notamment en France et en Belgique.
Il commence à s’appeler Zaļkalns dans les années 1930, en référence au nom de son lieu de naissance.
En 1944-1958, il est professeur à l'Académie des beaux-arts de Lettonie. Il est député du Suprême Conseil de la RSS de Lettonie (1947 - 1955).
Zaļkalns est l'auteur de nombreux monuments en Lettonie, comme ceux de Jānis Poruks, Atis Kronvalds, Rūdolfs Blaumanis, Fricis Bārda. Il participait au projet d'architecte du Monument de la Liberté remporté par Kārlis Zāle. Il a également travaillé dans le genre animalier.
L'artiste est inhumé au cimetière Rainis à Riga.